# Baengnyeong-myeon
Baengnyeong-myeon (koreanska: 백령면)  är en socken i landskommunen Ongjin-gun i provinsen Incheon i Sydkorea,  205 km nordväst om huvudstaden Seoul. Den omfattar ön Baengnyeongdo och ligger nära Nordkoreas sydvästra kust.
Sydkoreas västligaste punkt ligger i Baengnyeong-myeon. 